# Noiregoutte
Die Noiregoutte ist ein knapp 2 km langer linker Zufluss der Mosel im Département Vosges.

## Verlauf
Die Noiregoutte entspringt in den Vogesen auf einer Höhe von etwa 1065 m in mehreren Quellästen am Nordhang des Haut des Helzieux südlich von Bussang. Dort befindet sich auch der Wasserfall der Cascade de l'Ours. 
Die Noiregoutte fließt in nordwestlicher Richtung und mündet bei Bussang auf einer Höhe von etwa 590 m in die Mosel.